# Marco Ripoldi
Marco Ripoldi (Milano, 1981) è un attore italiano.

## Biografia
Ha studiato Giurisprudenza ed ha lavorato nella clownterapia negli ospedali e nelle carceri, anche in Sud America e in Africa.
Nel 2006 segue un seminario dell'attore Paolo Rossi e inizia stabilmente a lavorare come attore teatrale con la sua compagnia. Ha lavorato anche con Dario Fo, Enzo Jannacci, Cochi Ponzoni ed Eugenio Allegri.
Nel 2011 inizia a recitare con i video-maker de Il Terzo Segreto di Satira, i cui video ironici a sfondo politico spopolano su YouTube.
Dal 2015 è attivo anche a livello cinematografico, recitando in diverse pellicole, fra le quali Si muore tutti democristiani nel 2017, che segna il debutto al grande schermo de Il Terzo Segreto di Satira, e Bentornato Presidente, con Claudio Bisio nel 2019. Nel frattempo continua a lavorare anche come attore teatrale.

## Filmografia

### Cinema
- La solita commedia - Inferno, regia di Francesco Mandelli e Fabrizio Biggio (2015)
- Pecore in erba, regia di Alberto Caviglia (2015)
- Si muore tutti democristiani, regia di Il Terzo Segreto di Satira (2017)
- Bentornato Presidente, regia di Giancarlo Fontana e Giuseppe G. Stasi (2019)
- Mollo tutto e apro un chiringuito, regia de Il Terzo Segreto di Satira (2021)
- Zamora, regia di Neri Marcorè (2024)

### Televisione
- The Bad Guy, regia di Giancarlo Fontana e Giuseppe Stasi - serie Prime Video, episodio 1x05 (2022)

### Programmi Televisivi
- Before Pintus, Amazon Prime Video (2021)